# Štěrboholy (tvrz)
Tvrz ve Štěrboholích je zaniklé panské sídlo v Praze 10. Její lokace není známá.

## Historie
Nejstarší zpráva o vsi Štěrboholy pochází z roku 1371, kdy náležela ke statkům pražského arcibiskupství. To zdejší pozemky pronajímalo.
Kromě církevního majetku byl zde i svobodný dvůr Zdeňka z Beškovic, který jej roku 1382 pronajal Penslinu Tursmitovi (Turšmítovi). Na začátku 15. století vlastnil tento statek novoměstský měšťan řezník Bohuněk. Od něj si dvůr roku 1419 na šest let pronajal Jan Škopek. Ve smlouvě pak bylo uvedeno, že si Bohuněk vymínil ponechat: „dvě komoře, jednu na věži a druhú v dole k svým potřebám ... a také když by koli přijel po své potřebě, tehdy muož koně postaviti u věži bez překážky“. V zápisu byla uvedena nejen výměra osetých pozemků, ale také poprvé zmíněna tvrz s věží (zápis zničen roku 1945).
Počátkem 16. století držel dvůr s tvrzí Čeněk z Klinštejna. Král Vladislav Jagellonský mu v té době připsal 100 kop grošů na jejich opravu.
Po Čeňkovi seděl ve Štěrboholích Mikuláš Žlutický, který dvůr prodal Janovi ze Závořic. Jan nezaplatil včas a Mikuláš po něm roku 1525 soudně vymáhal částku 170 kop grošů českých. Roku 1534 vlastnil dvůr s tvrzí Soběslav z Miletínka. V listině vydané o devět let později Ferdinandem I. je uvedena pustá ves Šterboholy a právo pro Jana Žichovce z Duban vyplatit všechny částky, zapsané různým osobám. Poté se majitelé často střídali a tvrz již v žádné listině uvedena nebyla.

### Lokalizace
Místo, kde se tvrz nacházela, není známé. Existuje však domněnka, že hospodářský dvůr patřící k tvrzi byl v místech čp. 2 a tvrz v místech čp. 31 a 25.